# Salarjevo (stanice metra v Moskvě)
Salarjevo (rusky Саларьево) je stanice moskevského metra. Na jihozápadním konci linky Sokolničeskaja je konečnou stanicí. Pojmenována byla po vesnici Salarjevo, která zde stávala předtím, než se Moskva v roce 2012 rozrostla jihozápadním směrem.
Stanice byla otevřena 15. února 2016 jako součást úseku Rumjancevo – Salarjevo. Do 20. června 2019 byla jižní konečnou. Je součástí stejnojmenného dopravního uzlu, který byl otevřen 22. dubna 2019.